# Беретяз
Беретяз (рум. Bărăteaz) — село у повіті Тіміш в Румунії. Входить до складу комуни Саткінез.
Село розташоване на відстані 427 км на північний захід від Бухареста, 25 км на північний захід від Тімішоари.

## Населення
За даними перепису населення 2002 року у селі проживали 637 осіб.
Національний склад населення села:
| Національність | Кількість осіб | Відсоток |
| -------------- | -------------- | -------- |
| румуни         | 585            | 91,8%    |
| цигани         | 23             | 3,6%     |
| угорці         | 15             | 2,4%     |

Рідною мовою назвали:
| Мова      | Кількість осіб | Відсоток |
| --------- | -------------- | -------- |
| румунська | 622            | 97,6%    |
| угорська  | 11             | 1,7%     |